# Nightvision
Pistes de Discovery
Crescendolls
(5) Superheroes
(7)
Nightvision est une chanson du groupe de musique électronique Daft Punk et est la sixième piste de l'album Discovery, sorti en 2001.
La musique de ce morceau se veut assez différente des autres musiques de l'album car c'est une des seules chansons de l'album qui ne contient pas de sample et, avec sa minute quarante-trois et son aspect planant, elle fait figure d'interlude entre Crescendolls et Superheroes.